# Felipe Miñambres
Pour les articles homonymes, voir Felipe.
Felipe Miñambres Fernández, appelé Felipe lorsqu'il était joueur, (né le 29 avril 1965 à Astorga) est un footballeur puis entraîneur espagnol occupant le poste de milieu de terrain. Il est actuellement le directeur sportif du Celta Vigo.

## Carrière de joueur

### En club
Après un passage dans l'équipe de sa ville natale, l'Atlético Astorga FC puis un an au Zamora CF, Felipe Miñambres rejoint le Real Sporting de Gijón. Après deux ans passés dans l'équipe réserve, Miñambres passe professionnel dans l'équipe première en 1987. Deux ans plus tard, il intègre le CD Tenerife où il évolue durant dix ans avant de prendre sa retraite à 34 ans à la suite de la relégation du club en division inférieure.

### En sélection
Sa première sélection en équipe nationale a eu lieu le 13 décembre 1989 contre la Suisse. Lors de ce match disputé à Santa Cruz de Tenerife, il rentre en jeu en deuxième mi-temps et inscrit à l'heure de jeu le but de la victoire espagnole. Il a joué 6 fois pour La Roja et a inscrit 2 buts, le deuxième étant inscrit lors d'un match disputé en Finlande en 1994. Il a fait partie de la sélection pour la Coupe du monde 1994 et y dispute deux rencontres contre la Corée du Sud puis la Bolivie.

## Carrière d'entraîneur
Au terme de sa carrière de joueur, il est devenu entraîneur. Il a pris en charge le CD Tenerife, l'Hércules Alicante, l'UD Salamanca, l'Alicante CF et l'UE Lleida. En 2008, il rejoint le Rayo Vallecano en tant que directeur sportif. En 2010, il devient également entraîneur de l'équipe à la suite du limogeage de Pepe Mel. À la fin de cette saison, il redevient exclusivement directeur sportif du club.